# Santa Maria Assunta e San Giuseppe a Primavalle (titre cardinalice)
Le titre cardinalice de Santa Maria Assunta e San Giuseppe a Primavalle (Sainte Marie de l'Assomption et Saint Joseph à Primavalle) est érigé par le pape François le 7 décembre 2024 et rattaché à l'église homonyme.

## Titulaires
- Baldassare Reina (depuis 2024)